# Antonio Carranti
Antonio Carranti (Imola, 6 marzo 1872 – Bologna, 24 aprile 1930) è stato un politico italiano.

## Biografia
Laureato in giurisprudenza presso l'Università di Bologna, svolgeva la professione di avvocato. Fu sindaco di Imola dal 1898 al 1901. Dal 1899 al 1914 fu membro dell'amministrazione provinciale, di cui fu presidente della Deputazione provinciale dal 1908 al 1913. Nel 1929 succedette a Leandro Arpinati alla carica di podestà di Bologna, dopo aver già ricoperto quella di vicepodestà dal 1927. Rimase in carica fino alla morte improvvisa il 24 aprile 1930.